# HD126198
HD126198 — хімічно пекулярна зоря спектрального класу B9, що має видиму зоряну величину в смузі V приблизно  8,0.
Вона  розташована на відстані близько 2416,0 світлових років від Сонця.

## Фізичні характеристики
Телескоп Гіппаркос зареєстрував фотометричну змінність  даної зорі з періодом    4,83 доби в межах від  Hmin= 8,04 до  Hmax= 7,94.

## Пекулярний хімічний склад
Зоряна атмосфера HD126198 має підвищений вміст 
Si
.